# 汉斯·西格林
汉斯·西格林（Hans Siegling，1912年2月24日—1975年之后）是一位德国警察，在第二次世界大战期间是一名武装党卫队上級突擊隊大隊領袖。
西格林于 1930 年加入纳粹党和冲锋队。 1932年，他开始在安全警察局服役。最终，他于同年退出了该党和冲锋队，但在阿道夫·希特勒上台后，于 1933 年 5 月 1 日重新加入。 1941 年 5 月，他申请加入党卫队，并最终于 1941 年 11 月 25 日获准加入，并被授予上尉军衔。 1944 年，他晋升为党卫队突击队大队长，1944 年 8 月 14 日晋升为党卫队中校和警察中校。 1944年，他被任命为党卫队第30武装掷弹兵师的指挥官。
西格林于1930年加入纳粹党和冲锋队。他在1932年退出纳粹党和冲锋队，于希特勒掌权之后，他在1933年5月1日重新加入。1941年5月，他申请加入党卫队，申请于当年11月25日获批，他获得突擊隊大隊領袖职衔。他在1944年8月14日晋升为上級突擊隊大隊領袖。他在1944年被任命为親衛隊第30師师长。
第二次世界大战后，他成为巴伐利亚的一名企业家。 